# Kuohledra zhaoi
Kuohledra zhaoi är en insektsart som beskrevs av Cai och He 1997. Kuohledra zhaoi ingår i släktet Kuohledra och familjen dvärgstritar. Inga underarter finns listade i Catalogue of Life.